# Kaira sexta
Kaira sexta är en spindelart som först beskrevs av Chamberlin 1916.  Kaira sexta ingår i släktet Kaira och familjen hjulspindlar. Inga underarter finns listade i Catalogue of Life.